# Dekkera anomala
Dekkera anomala är en svampart som beskrevs av M.T. Sm. & Grinsven 1984. Dekkera anomala ingår i släktet Dekkera och familjen Pichiaceae.   Inga underarter finns listade i Catalogue of Life.